# John McCloskey
John McCloskey (ur. 10 marca 1810 Brooklyn, Nowy Jork. zm. 10 października 1885 w Nowym Jorku) – amerykański duchowny katolicki pochodzenia irlandzkiego, arcybiskup Nowego Jorku i pierwszy amerykański kardynał. 

## Życiorys
Jego rodzice byli imigrantami z Irlandii. Rodziny były przeciwne temu małżeństwu i między innymi dlatego postanowili udać się do Ameryki. John był drugim z dziesięciorga ich dzieci. Chrztu udzielił mu Benedict Joseph Fenwick późniejszy biskup Bostonu i współkonsekrator jego święceń biskupich. Ukończył szkołę średnią i seminarium w Emmitsburgu, a następnie już po święceniach studia w Rzymie. Do kapłaństwa ordynowany 12 stycznia 1834 w Nowym Jorku. Obrzędu dokonał biskup John Dubois. Był pierwszym rdzennym nowojorczykiem wyświęconym na kapłana. Pracował duszpastersko, a także jako profesor filozofii w seminarium. Po powrocie z Rzymu kontynuował karierę wykładowcy w seminariach w Fordham.
21 listopada 1843 mianowany został koadiutorem z prawem następstwa arcybiskupa Nowego Jorku. Sakry udzielił metropolita John Joseph Hughes. Od 1847 był biskupem Albany. Sukcesję w Nowym Jorku przejął 6 maja 1864. Brał udział w obradach Soboru watykańskiego I. Na konsystorzu w 1875 podniesiony do godności kardynalskiej z tytułem prezbitera Santa Maria sopra Minerva przez papieża Piusa IX. Na tym samym konsystorzu kapelusz kardynalski otrzymał Polak Mieczysław Ledóchowski. Stał się odtąd pierwszym amerykańskim kardynałem. Dedykował nowo wybudowaną katedrę św. Patryka. Na konklawe 1878 przybył tuż po wyborze Leona XIII. Pochowany w katedrze, którą ufundował.